# Kamikyokutachi
Kamikyokutachi é o segundo disco do AKB48, sendo lançado em 7 de Abril de 2010 com 16 músicas (2 delas inéditas). O disco chegou ao topo da lista dos discos mais vendidos da semana pela Oricon.
O álbum traz todos os singles lançados entre "Ōgoe Diamond" e "Sakura no Shiori", além de coupling songs, a música "Majisuka Rock N' Roll", abertura da série Majisuka Gakuen e duas músicas novas: "Jibun Rashisha" e "Kimi to Niji to Taiyou to..."

## Faixas
EDIÇÃO NORMAL
| CD  |                                                                 |                              |         |  |
| N.º | Título                                                          | Compositor(es)               | Duração |  |
| 1.  | "River"                                                         | Yoshimasa Inoue              |         |  |
| 2.  | "Baby! Baby! Baby! ~2010 ver.~" (Regravação do single original) | Hiroshi Uesugi               |         |  |
| 3.  | "Ōgoe Diamond" (大声ダイヤモンド)                               | Yoshimasa Inoue              |         |  |
| 4.  | "Kimi no Koto ga Suki Dakara" (君のことが好きだから)            | Tetsuro Oda                  |         |  |
| 5.  | "Shonichi" (初日)                                               | Mio Okada                    |         |  |
| 6.  | "10nen Zakura" (10年桜)                                         | Yoshimasa Inoue              |         |  |
| 7.  | "Tobenai Agehachō" (飛べないアゲハチョウ)                       | Candy&Megane Yoshimasa Inoue |         |  |
| 8.  | "Namida Surprise!" (涙サプライズ!)                              | Yoshimasa Inoue              |         |  |
| 9.  | "Choose me!"                                                    | Yuu Yamamoto                 |         |  |
| 10. | "Enkyori Poster" (遠距離ポスター)                               | Kota Ogawa                   |         |  |
| 11. | "Iiwake Maybe" (言い訳Maybe)                                    | Shun Ryu                     |         |  |
| 12. | "Hikōkigumo" (ひこうき雲)                                       | Hideki Naruse                |         |  |
| 13. | "Majisuka Rock n Roll" (マジスカロックンロール)                 | Candy&Megane                 |         |  |
| 14. | "Sakura no Shiori" (桜の栞)                                     | Hiroshi Uesugi               |         |  |
| 15. | "Jibun Rashisa" (自分らしさ)                                    | Motoi Okuda                  |         |  |
| 16. | "Kimi to Niji to Taiyō to" (君と虹と太陽と)                     | Shun Ryu                     |         |  |

| DVD |                                                                       |         |  |
| N.º | Título                                                                | Duração |  |
| 1.  | "Ōgoe Diamond (choreography video)" (大声ダイヤモンド 振り付けビデオ) |         |  |
| 2.  | "Iiwake Maybe (choreography video)" (言い訳Maybe 振り付けビデオ)      |         |  |
| 3.  | "River (choreography video)" (River 振り付けビデオ)                   |         |  |

- Bonus: Galeria de fotos.

EDIÇÃO DO TEATRO
| CD  |                                                      |         |  |
| N.º | Título                                               | Duração |  |
| 1.  | "River"                                              |         |  |
| 2.  | "Baby! Baby! Baby! Baby!"                            |         |  |
| 3.  | "Ōgoe Diamond" (大声ダイヤモンド)                    |         |  |
| 4.  | "Kimi no Koto ga Suki Dakara" (君のことが好きだから) |         |  |
| 5.  | "Shoichi" (初日)                                     |         |  |
| 6.  | "10nen Zakura" (10年桜)                              |         |  |
| 7.  | "Tobenai Agehachō" (飛べないアゲハチョウ)            |         |  |
| 8.  | "Namida Surprise!" (涙サプライズ!)                   |         |  |
| 9.  | "Choose me!"                                         |         |  |
| 10. | "Enkyori Poster" (遠距離ポスター)                    |         |  |
| 11. | "Iiwake Maybe" (言い訳Maybe)                         |         |  |
| 12. | "Hikōkigumo" (ひこうき雲)                            |         |  |
| 13. | "Majisuka Rock n Roll" (マジスカロックンロール)      |         |  |
| 14. | "Sakura no Shiori" (桜の栞)                          |         |  |

CD 2
1–14. Comentários do grupo
Bonus
- Ingressos para a sessão de autógrafos (Makuhari Messe International Exhibition Hall)

## Aparições na Mídia
- River: Foi interpretado no 60º Kouhaku Utagassen (31/12/2009) junto com "Namida Surprise". Também aparece no jogo "AKB 1/48: Idol to Koishitara".
- Namida Surprise!: Foi interpretado no 60º Kouhaku Utagassen (31/12/2009) junto com "River". Também aparece no jogo "AKB 1/48: Idol to Koishitara". É bastante usado nos stages de "Seitansai", quando uma integrante faz aniversário. Foi interpretado ao vivo na abertura do episódio 44 do AKB SHOW! (04/10/2014). A música incidental Happy Birthday to You que aparece como citação musical, entrou em domínio público em 22 de Setembro de 2015.
- Hikoukigumo: Foi interpretado ao vivo no encerramento do episódio 44 do AKB48 SHOW! (04/10/2014) e costuma ser a última música da setlist em alguns concertos.
- Tobenai Agehachō: Foi interpretado no encerramento do primeiro episódio do AKB48 SHOW! (05/10/2013).
- Shonichi: Foi interpretado ao vivo por Miyu Takeuchi (em versão com Piano) no encerramento do segundo episódio do AKB48 SHOW! (12/10/2013) e na abertura do episódio 33 do mesmo programa (2014) com o Team B. Em 26/07/2014, Mayu Watanabe cantou essa música ao vivo, numa versão lenta intitulada "Shonichi (Ballad ver.)" durante o AKB48 Natsu Matsuri 2014.
- Enkyori Poster: Interpretada por Yuki Kashiwagi em concertos solo.
- Iiwake Maybe: Interpretada por Yuki Kashiwagi em concertos solo.
- Sakura no Shiori: Encerramento de Majisuka Gakuen.
- Majisuka Rock N' Roll: Abertura de Majisuka Gakuen.
- Choose Me!: Foi interpretado ao vivo na abertura do episódio 80 do AKB48 Show! (18/07/2015).